# Cartierul Libertății (Târgu Mureș)
Libertății (maghiară Szabadság negyed) este un cartier din Târgu Mureș.

## Istoric
Potrivit documentelor strada Libertății a fost denumită în 1887 ca Tábor utcza (Strada Taberei), iar în 1910 a fost împărțită în două. Astfel, partea interioară a străzii de la podul Poklos până la Kör utca (Strada Cercului) a fost redenumită în Strada Dessewffy Arisztid, iar partea exterioară în Strada contele Andrássy Gyula. În perioada interbelică denumirile străzilor au fost românizate ca apoi în 1948, după reunificarea celor două porții de stradă, să primească artera numele de Strada Libertății.

## Locuri
- Biserica reformată din strada Libertății[2]
- Stația de epurare construită în 1905 (Strada Libertății, nr. 114) se află pe lista monumentelor istorice sub codul LMI:  MS-II-m-B-15515

## Imagini

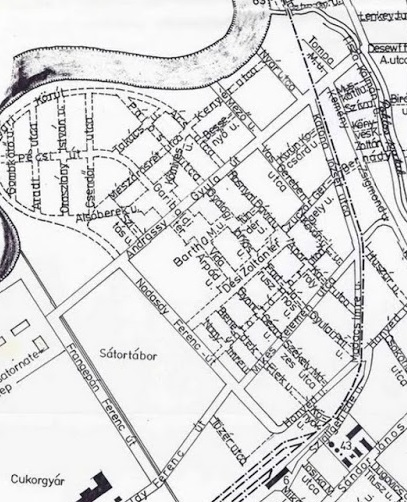
Hartă (1941)